# 蜈蚣兰
蜈蚣兰（学名：Cleisostoma scolopendrifolium）为兰科隔距兰属下的一个种。

## 扩展阅读
- 維基物種上的相關：蜈蚣兰